# Jan-Jaap de Haan
Jan-Jaap de Haan (Nijmegen, 23 juli 1974) is een Nederlands politicus van het CDA. Hij was wethouder in Leiden.
De Haan ging na zijn gymnasiumopleiding politicologie studeren in Leiden. Tijdens deze studie werd hij lid van het CDA. Als voorzitter van het CDJA in Leiden richtte hij in 1996 een jongerengemeenteraad op. In 1997 werd hij fractieassistent van het Kamerlid Jacob Reitsma. In 2001 ging hij als beleidsmedewerker werken bij de Vereniging van Nederlandse Gemeenten en in 2006 werd hij ambtenaar bij de gemeente Den Haag. In 2002 werd hij verkozen tot gemeenteraadslid in Leiden en in 2007 werd hij namens het CDA wethouder aldaar met in zijn portefeuille cultuur, werkgelegenheid en inkomen. Na de verkiezingen van 2010 werd hij opnieuw gekozen tot wethouder en behield hij zijn oude portefeuille. Bij de gemeenteraadsverkiezingen van 2014 bleef het CDA buiten het college en werd De Haan raadslid. Na zeven maanden trad hij af en werd directeur van Cedris, Branchevereniging van Sociale Werkbedrijven.